# Pont-écluse Saint-Amand
Pont-écluse Saint-Amand este un pod ecluză ce trece peste canalul des Augustins, situat în Verdun, departamentul Mesue, regiunea Grand Est, Franța.
Marcând joncțiunea dintre canalul Saint-Vanne și canalul des Augustins, podul ecluză a fost construit din 1680 până în 1685 după planurile lui Vauban. Împreună cu încă alte două lucrări, astăzi dispărute, acesta forma un sistem de apărare care permitea inundarea sectorului situat în amonte de Verdun, ceea ce făcea ca un atac dinspre sud să fie imposibil.
Are reputația de a fi singurul pod ecluză din Franța care încă mai dispune de clădirea de manevră împreună cu întregul mecanism al acesteia.

## Istorie
În 1675, Vauban a fost însărcinat cu fortificarea provinciei Trois-Évêchés⁠(fr)[traduceți]. Pentru a proteja flancul de sud al Verdunului, a pus la punct un sistem de apărare format din trei poduri ecluze situate peste trei cursuri de apă: pont-écluse Saint-Nicolas peste Meuse, pont-écluse Saint-Airy peste canalul Saint-Airy și pont-écluse Saint-Amand ce marchează joncțiunea dintre canalul des Augustins și canalul de Saint-Vanne. Cel din urmă este singurul care încă mai există în întregime. Scopul lucrării era inundarea sectorului în amonte de Verdun pe o lungime de 14 km cu o adâncime a apei de 2 până la 2,5 m. Sunt necesare șase zile pentru obținerea unei inundații complete, care făcea ca un atac dinspre sud să fie imposibil.
Construcția podului a fost încredințată unui inginer al regelui pe nume Peirault. A început în 1680 și s-a finalizat în 1685.
Prima încercare de inundare a fost realizată în 1687 în prezența regelui Franței Ludovic al XIV-lea. Sistemul nu a mai fost folosit după aceea decât de încă cinci ori.
Câteva decenii mai târziu, Louis de Cormontaigne⁠(fr)[traduceți], inginer-șef al fortificațiilor orașului Thionville⁠(fr)[traduceți], a modificat ecluzele.
Podul ecluză a fost clasificat drept monument istoric⁠(fr)[traduceți] printr-un decret⁠(fr)[traduceți] din 13 decembrie 1978.
Din 2009 până în 2011 au fost efectuate lucrări importante de restaurare asupra scheletului, acoperișului și rețelei de drumuri.

## Arhitectură
Podul Saint-Amand este un pod zidit⁠(fr)[traduceți] cu cinci bolți. Cele patru pile ale podului sunt ranforsate cu protecții⁠(fr)[traduceți] triunghiulare pentru pile (avantbecuri și arierbecuri). Lungimea podului este de în jur de 40 m, iar lățimea tablierului⁠(fr)[traduceți] este de în jur de 15 m, dintre care 6 fac parte din rețeaua de drumuri și 9 din clădirea de manevră a ecluzei.
Acționate prin trolii, grinzile de lemn pătrund prin adânciturile făcute în arcele podului.

Podul privit din diferite unghiuri
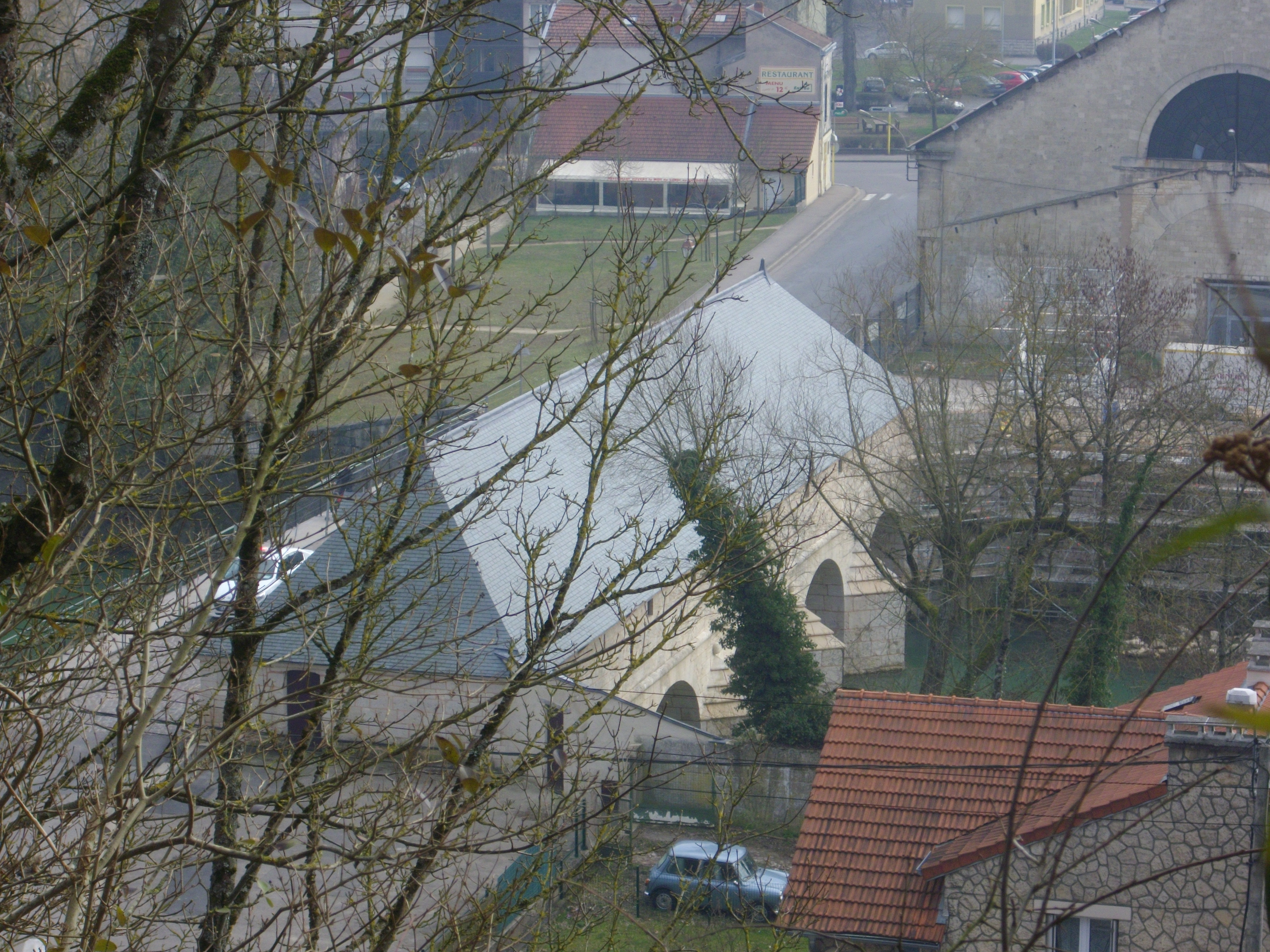
Văzut de sus
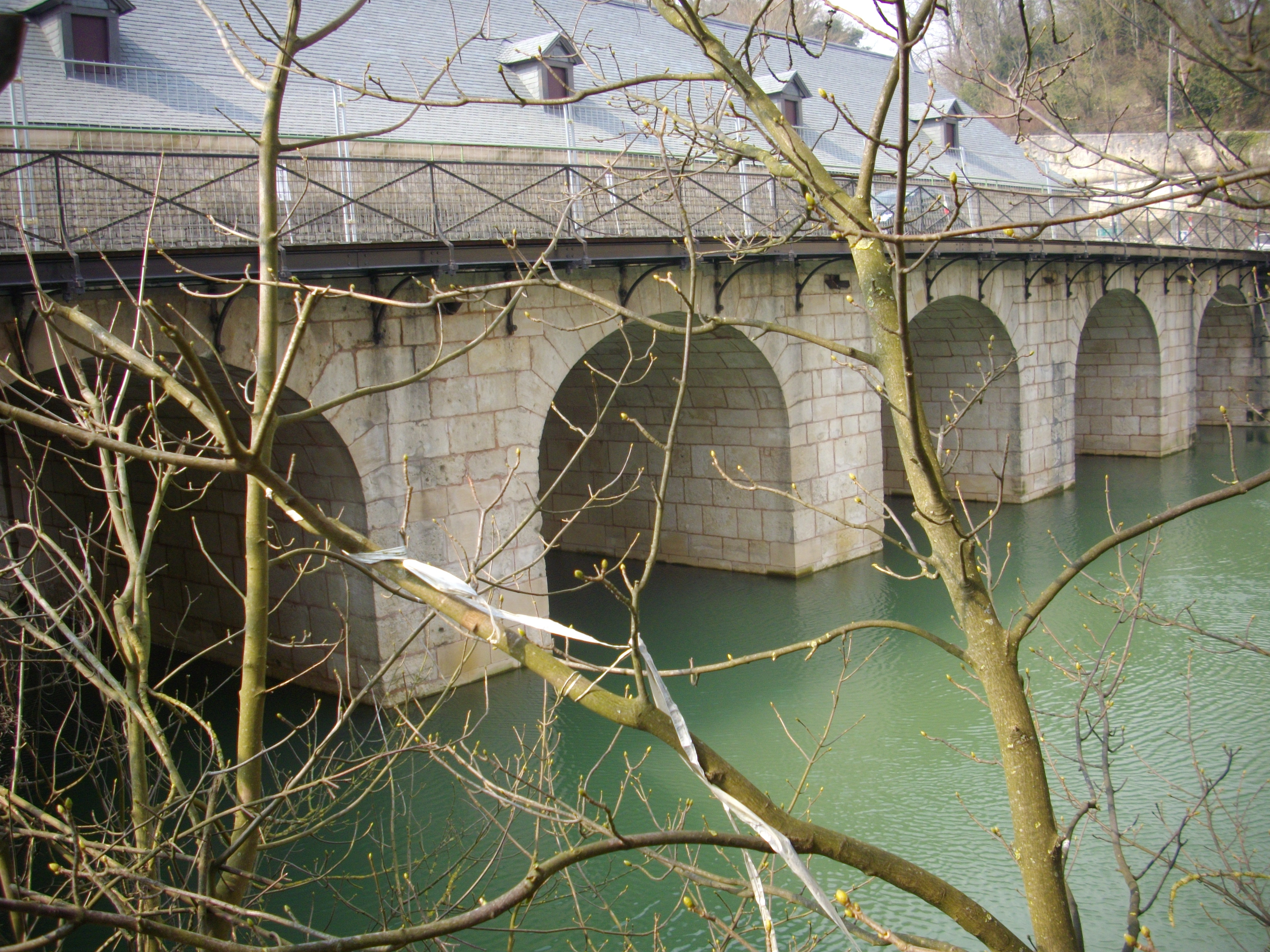
Bolți